# Beretta Bobcat
La Beretta Bobcat o Beretta 21A Bobcat è una pistola tascabile semi-automatica creata da Beretta. 

## Descrizione
La produzione iniziò alla fine del 1984, esclusivamente nello stabilimento Beretta USA ad Accokeek, nel Maryland. L'arma rappresenta un ulteriore sviluppo della Beretta Model 20 la cui produzione è terminata nel 1985.
La pistola è camerata in .22 LR o .25 ACP, ha un meccanismo di innesco a singola e doppia azione. Il pulsante di rilascio del caricatore è situato nell'impugnatura sul lato sinistro, tra le viti di fissaggio del fermo. Il telaio è realizzato in lega di alluminio; la slitta e la canna sono in acciaio al carbonio o in acciaio inossidabile, a seconda del modello. Secondo Beretta, la pistola è destinata a poliziotti fuori servizio e detentori di permessi per la pistola che cercano una pistola altamente occultabile, ma affidabile, progettata per l'autodifesa.